# Hitler – Ondskans natur
Hitler – Ondskans natur (originaltitel: Hitler: The Rise of Evil) är en miniserie från 2003 i två delar, i regi av Christian Duguay.

## Handling
Filmen handlar om Hitlers liv från, hans uppväxt, hans deltagande i första världskriget ända tills han kommer till München där han går med i Tyska arbetarepartiet och snabbt blir dess agitator och senare dess partiledare. Från det får man följa Hitlers liv genom motgångar och framgångar ända fram tills han utnämns till rikskansler den 30 januari 1933.

## Om filmen
Filmen är inspelad i Prag och Wien. Den visades första gången i Kanada och USA den 18 maj 2003 och i Sverige den 16 april 2005.

## Rollista i urval
- Robert Carlyle - Adolf Hitler
- Stockard Channing - Klara Hitler
- Jena Malone - Geli Raubal
- Liev Schreiber - Ernst Hanfstaengl
- Julianna Margulies - Helene Hanfstaengl
- Matthew Modine - Fritz Gerlich
- Peter Stormare - Ernst Röhm
- Friedrich Von Thun - General Erich Ludendorff
- Peter O'Toole - President Paul von Hindenburg
- Zoe Telford - Eva Braun
- Terence Harvey - Gustav Von Kahr
- Justin Salinger - Dr. Joseph Goebbels
- Chris Larkin - Hermann Göring
- James Babson - Rudolf Hess
- Patricia Netzer - Sophie Gerlich

## Musik i filmen
- Deutschlandlied, musik Joseph Haydn, text August Heinrich Hoffmann von Fallersleben
- Horst-Wessel-Lied, text Horst Wessel